# Rutiderma rotundum
Rutiderma rotundum är en kräftdjursart som beskrevs av Poulsen 1965. Rutiderma rotundum ingår i släktet Rutiderma och familjen Rutidermatidae. Inga underarter finns listade i Catalogue of Life.